# Calomys laucha
Calomys laucha és una espècie de mamífer rosegador de la família dels cricètids. Viu al centre-sud de Bolívia, el nord i centre-est de l'Argentina, l'oest del Paraguai, el centre-oest i l'extrem meridional del Brasil i l'Uruguai. El seu hàbitat natural són les zones seques, incloent-hi camps de conreu, prats, serralades i bancs de sorra costaners. És una espècie en risc mínim, és a dir, no sembla que hi hagi cap amenaça significativa per a la seva supervivència.